# Condottieri

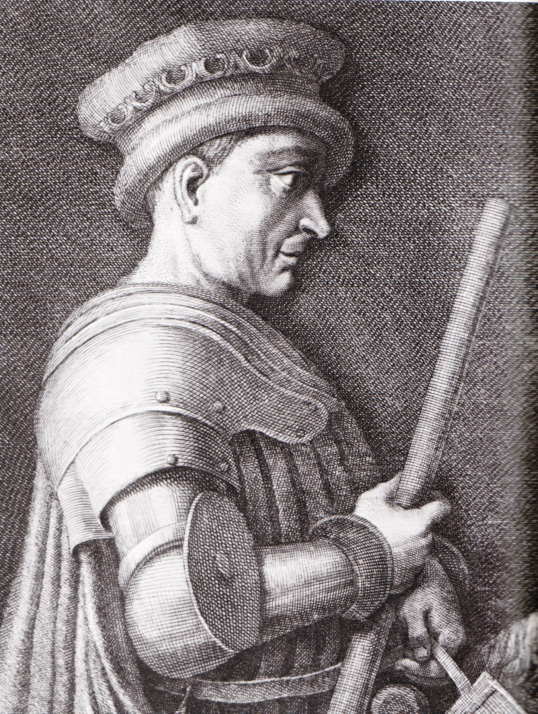
Een afbeelding van een condottiere.

Condottieri waren de organisatoren en aanvoerders van huurlingenlegers die werden ingeschakeld door de Italiaanse stadstaten van de late middeleeuwen tot halverwege de 15e eeuw.
In de 13e en 14e eeuw werden stadstaten als Florence, Venetië en Genua schatrijk door hun handel met de Levant, maar ze beschikten ondanks die rijkdom slechts over relatief kleine legers. Hierdoor werden ze vaak aangevallen door andere landen of aangrenzende stadstaten. Daarom huurden de gezaghebbers groepen soldaten in, condotta genoemd, om hun grenzen te verdedigen of bij een aanval de aanwezige troepen te versterken. Elke condotta werd geleid door een condottiere, waarmee in de regel de overeenkomst werd gesloten. In die tijd was het zijn van soldaat of ridder een beroep dat niet zonder meer was verbonden aan een bepaald land of een bepaalde heer. Het begrip free-lance komt uit deze tijd, er werden ridders en knechten mee aangeduid die vrij waren hun lans voor een bepaalde heer te gebruiken. De negatieve connotatie die tegenwoordig nogal eens aan het begrip huursoldaat wordt verbonden, goldt in die dagen niet op dezelfde manier.
De condotte stonden bekend om hun ontrouw jegens hun opdrachtgever. Ze liepen soms zelfs tijdens gevechten over naar een beter betalende tegenstander. De condottieri begrepen op een gegeven moment dat ze een militair monopolie in Italië hadden en begonnen steeds meer eisen te stellen aan hun opdrachtgevers. Veel van hen, zoals Braccio de Montone en Muzio Sforza, werden belangrijke politieke figuren tijdens de 14e eeuw. Ondertussen vochten condotte steeds vaker met andere legers die helemaal geen vijand van hun werkgever waren, waarbij duizenden huurlingen omkwamen. De condotte moderniseerden ook niet: toen de rest van Europa al over musketten beschikte, vochten zij nog in harnas.
Toen Frankrijk vanaf 1494 Italië binnenviel en de Pauselijke Staat Spanje om hulp vroeg, werden de fraai uitgeruste, maar verouderde condottieri  totaal overrompeld en zonder slag of stoot overwonnen. Tegen 1500 waren de laatste condotte verdwenen.
In het kaartspel Machiavelli is de Condottiere een van de acht karakters. Hij heeft de vaardigheid om gebouwen van tegenstanders te vernietigen.
Los hiervan werden de bestuurlijke zaken van een stad overgedragen aan mensen die uit een andere streek kwamen, om corruptie te voorkomen, de podestà.